# Deutsche Makkabi-Feldhandballnationalmannschaft
Die deutsche Makkabi-Feldhandballnationalmannschaft vertrat den Makkabi Deutschland bei Länderspielen und internationalen Turnieren.

## Makkabiade
Die deutsche Makkabi-Feldhandballnationalmannschaft gewann beide Austragungen der Makkabiade, in denen Handball gespielt wurde.
| Jahr | Austragungsort                            | Teilnahme bis… | Ergebnis                                            | Medaille | Bemerkung |
| ---- | ----------------------------------------- | -------------- | --------------------------------------------------- | -------- | --------- |
| 1932 | Tel Aviv, Völkerbundsmandat für Palästina | Finale         | Deutsches Reich 4:1 Völkerbundsmandat für Palästina | Sieger   |           |
| 1935 | Tel Aviv, Völkerbundsmandat für Palästina | Finalrunde     | Deutsches Reich 4. Punkte                           | Sieger   |           |